# Sami Jo Small
Pour les articles homonymes, voir Small.
Samantha Small dite Sami Jo Small (née le 25 mars 1976 à Winnipeg (Canada) est une joueuse canadienne de hockey sur glace, membre de l'équipe du Canada de hockey sur glace féminin. Elle évoluait au poste de gardien de but.

## Carrière
Avec le Canada, elle est championne du monde en 1999, 2000 et 2001.
Elle est médaillée de bronze aux Jeux olympiques d'hiver de 2002 se tenant à Salt Lake City. Elle fait partie du groupe canadien sacré champion olympique en 2006 à Turin et médaillée d'argent en 1998 à Nagano, mais la médaille ne lui est pas attribuée, n'ayant joué aucun match lors de ces deux Jeux.